# تور غونار يونسن
تور غونار يونسن (بالنرويجية البوكمول: Tor Gunnar Johnsen)‏ (13 أكتوبر 1971 بتروندهايم في النرويج - ) هو لاعب كرة قدم نرويجي في مركز الهجوم. لعب مع نادي أود ونادي روسنبورغ ونادي مولده وKongsvinger IL ‏ وKongsvinger IL Toppfotball ‏.

## وصلات خارجية
- تور غونار يونسن على موقع اتحاد النرويج (النرويجية)
- تور غونار يونسن على موقع قاعدة بيانات كرة القدم.إي يو (الإنجليزية)